# Norvège au Concours Eurovision de la chanson 1985
La Norvège a participé au Concours Eurovision de la chanson 1985 à Göteborg, en Suède. C'est la 25e participation et la 1re victoire de la Norvège au Concours Eurovision de la chanson.
Le pays est représenté par le duo Bobbysocks, composée d'Elisabeth Andreassen et Hanne Krogh, et la chanson La det swinge, sélectionnés lors du Melodi Grand Prix de 1985 organisée par la Norsk rikskringkasting (NRK, « Société norvégienne de radiodiffusion »).

## Sélection

### Melodi Grand Prix 1985
La Norsk rikskringkasting (NRK) organise la 25e édition du Melodi Grand Prix pour sélectionner l'artiste et la chanson qui représenteront la Norvège au Concours Eurovision de la chanson 1985.
La finale nationale, présentée par Rita Westvik (no), a eu lieu le 30 mars 1985 à Oslo.
Les chansons sont toutes interprétées en norvégien, langue nationale de la Norvège.

#### Finale
| Ordre | Artiste                                | Chanson                   | Traduction            | Points | Place |
| ----- | -------------------------------------- | ------------------------- | --------------------- | ------ | ----- |
| 1     | Pastel                                 | Ring ring ring            | -                     | 66     | 3     |
| 2     | Bjørn Eidsvåg                          | Gammel drøm               | Vieux rêves           | 44     | 7     |
| 3     | Zaz                                    | Oh-là-là                  | -                     | 27     | 9     |
| 4     | Kai Eide (no)                          | Love, amour og kjærlighet | Amour, amour et amour | 22     | 10    |
| 5     | Rolf Graf (en)                         | II & II                   | -                     | 50     | 5     |
| 6     | Anita Skorgan                          | Karma                     | -                     | 74     | 2     |
| 7     | Bobbysocks                             | La det swinge             | Que ça swingue        | 80     | 1     |
| 8     | Mia Gundersen (no) et Olav Stedje (no) | Nattergal                 | Rossignol             | 56     | 4     |
| 9     | Hilde Heltberg (en)                    | Livet har en sjanse       | La vie a une chance   | 49     | 6     |
| 10    | Silje Nergård                          | Si det, si det            | Dis le, dis le        | 36     | 8     |

## À l'Eurovision

### Points attribués par la Norvège
| 12 points | Suède       |
| 10 points | Israël      |
| 8 points  | Allemagne   |
| 7 points  | Royaume-Uni |
| 6 points  | Danemark    |
| 5 points  | Suisse      |
| 4 points  | Luxembourg  |
| 3 points  | Irlande     |
| 2 points  | Autriche    |
| 1 point   | Turquie     |

### Points attribués à la Norvège
| 12 points                                                                  | 10 points  | 8 points | 7 points     | 6 points          |
| -------------------------------------------------------------------------- | ---------- | -------- | ------------ | ----------------- |
| - Allemagne - Autriche - Danemark - Irlande - Israël - Royaume-Uni - Suède |            |          | - Luxembourg | - Italie - Suisse |
| 5 points                                                                   | 4 points   | 3 points | 2 points     | 1 point           |
|                                                                            | - Finlande |          | - France     | - Espagne - Grèce |

Les Bobbysocks interprètent La det swinge en 13e position, après l'Italie et avant le Royaume-Uni. Au terme du vote final, la Norvège termine 1re sur 19 pays avec 123 points.